# Sébastien Humbert (homme politique)
Sébastien Humbert, né le 10 juillet 1990 à Épinal (Vosges), est un homme politique français, membre du Rassemblement national et élu député de l'assemblée nationale en juillet 2024 dans la quatrième circonscription des Vosges.

## Biographie
Sébastien Humbert, né le 10 juillet 1990 à Épinal, est l'aîné d’une fratrie de trois enfants, d’un père sylviculteur et d’une mère soignante dans un Ehpad.
Après un BEP électronique à Mirecourt, il obtient un bac informatique et réseau à Nancy et étudie au CESI de Nancy pour devenir administrateur réseau, métier qu’il exercera notamment au sein d’une direction du Ministère de la Justice avant de devenir collaborateur de groupe politique
Sébastien Humbert est délégué départemental du Rassemblement national à partir de 2018 et conseiller régional à partir de 2021.
Il est élu député lors des élections législatives de juillet 2024 avec 53,18% des voix dans la 4e circonscription des Vosges, où il est opposé au second tour au député sortant LR Jean-Jacques Gaultier (46,82% des voix),,.

## Détail des fonctions et mandats

### Mandats électifs
- De juin 2020 à juillet 2024 : conseiller municipal de La Vôge-les-Bains
- Depuis le 27 juin 2021 : conseiller régional du Grand Est
- Depuis le 7 juillet 2024 : député de la 4e circonscription des Vosges